# Konstantina Giannopoulou
Konstantina Giannopoulou (griechisch Κωνσταντίνα Γιαννοπούλου, * 27. August 1994) ist eine griechische Leichtathletin, die sich auf den Mittelstreckenlauf spezialisiert hat.

## Sportliche Laufbahn
Erste internationale Erfahrungen sammelte Konstantina Giannopoulou beim Europäischen Olympischen Jugendfestival (EYOF) 2011 in Trabzon, bei dem sie im 400-Meter-Lauf mit 58,60 s in der ersten Runde ausschied. 2015 belegte sie bei den Balkan-Meisterschaften in Pitești in 2:12,69 min den fünften Platz im 800-Meter-Lauf und auch mit der griechischen 4-mal-400-Meter-Staffel gelangte sie nach 3:38,91 min den fünften Platz. Im Jahr darauf gewann sie bei den Balkan-Hallenmeisterschaften in Istanbul in 2:05,10 min die Silbermedaille über 800 Meter und sicherte sich mit der Staffel in 3:42,94 min die Bronzemedaille. Bei den Freiluftmeisterschaften in Pitești siegte sie mit 2:06,54 min im B-Lauf über 800 Meter und gewann mit der Staffel in 3:37,48 min die Silbermedaille. 2017 siegte sie dann bei den Balkan-Hallenmeisterschaften in Belgrad in 2:06,00 min und bei den Freiluftmeisterschaften in Novi Pazar gewann sie in 2:08,16 min die Silbermedaille. Im darauffolgenden Jahr gewann sie bei den Balkan-Hallenmeisterschaften in Istanbul in 2:06,04 min die Silbermedaille und anschließend wurde sie bei den Mittelmeerspielen in Tarragona in 2:12,72 min Achte, ehe sie bei den Balkan-Meisterschaften in Prawez in 2:04,65 min die Goldmedaille gewann. 2019 gewann sie dann bei den Balkan-Hallenmeisterschaften in 4:19,50 min die Silbermedaille im 1500-Meter-Lauf und 2021 schied sie bei den Halleneuropameisterschaften in Toruń mit 2:08,62 min im Vorlauf aus.
In den Jahren von 2016 bis 2020 wurde Giannopoulou griechische Meisterin im 800-Meter-Lauf im Freien sowie 2017 und 2018 sowie 2020 und 2021 auch in der Halle. 2019 siegte sie über 1500 Meter im Freien sowie  von 2018 bis 2020 auch in der Halle.

## Persönliche Bestleistungen
- 800 Meter: 2:03,91 min, 19. Juni 2016 in Patras
  - 800 Meter (Halle): 2:04,84 min, 30. Januar 2021 in Wien
- 1500 Meter: 4:15,03 min, 27. Juli 2019 in Patras
  - 1500 Meter (Halle): 4:19,50 min, 16. Februar 2019 in Istanbul